# Johann Gottfried Seume
Johann Gottfried Seume, né le 29 janvier 1763 à Poserna (Électorat de Saxe) et mort le 13 juin 1810 à Teplitz (royaume de Bohême), est un voyageur et poète saxon.

## Biographie

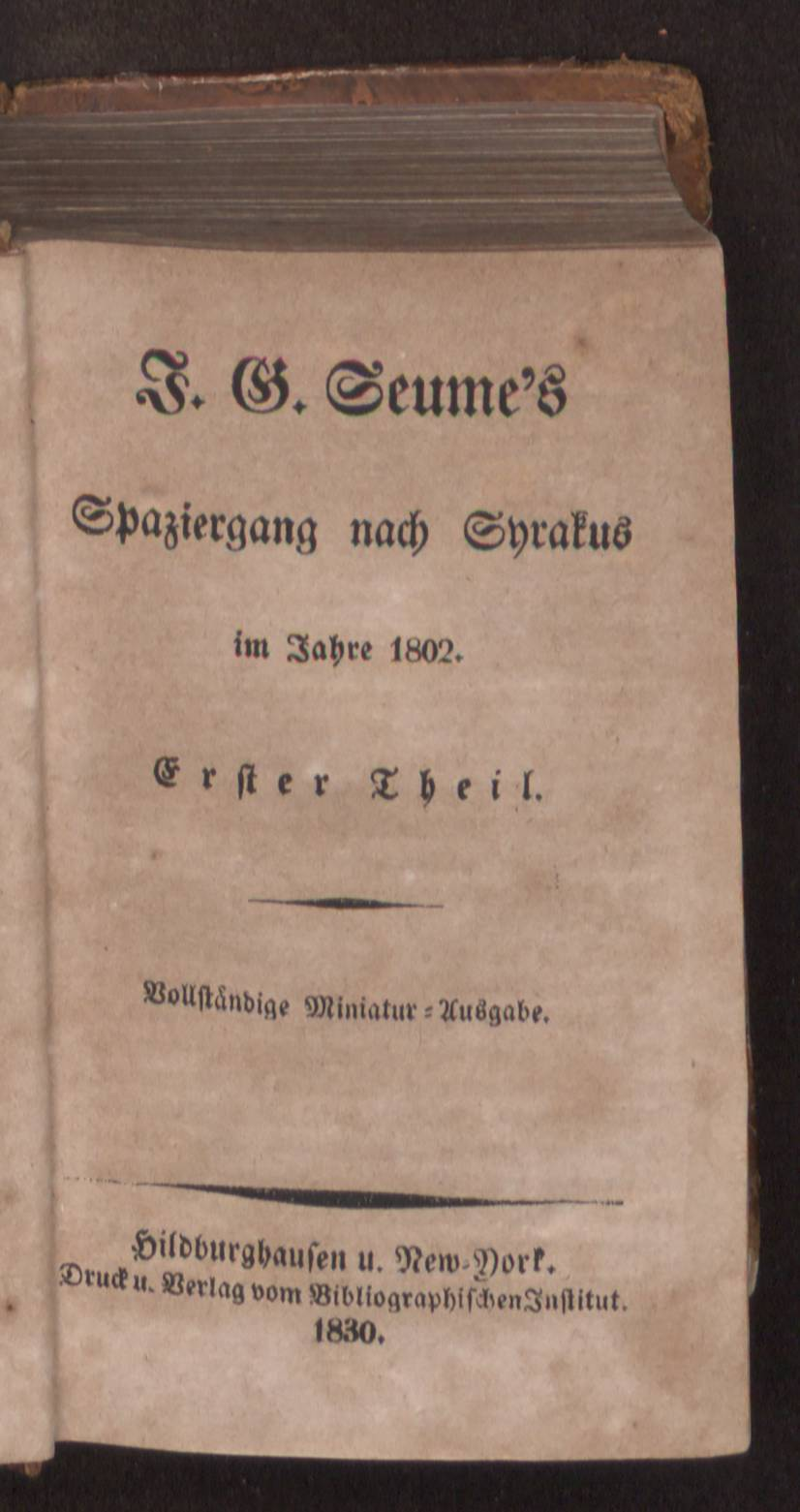
Spaziergang nach Syrakus im Jahre 1802, 1830-1841.

Seume est né en 1763 dans une famille d'un fermiers. Il fréquente l'école du village, puis l'école secondaire à Borna avant de poursuivre son cursus en 1780 et 1781 à l'université de Leipzig où il étudie la théologie. En 1781, alors qu'il se rend à Paris, il est saisi par des soldats recruteurs et est contraint de servir dans l'armée du landgrave de Hesse-Cassel qui le loue à l'Angleterre pour combattre dans la guerre d'indépendance. Après des mois de traversée, il parvient en août 1782 à Halifax au Canada, où les hostilités sont déjà finies. À Halifax, il se lie d'amitié avec l'officier hessois Karl von Münchausen (de).
La vie pleine d’aventures de Seume fait de lui, entre autres choses, un étudiant en théologie, un soldat de l’Angleterre au Canada, un professeur et traducteur, un officier de grenadiers russes, un correcteur d’imprimerie, un infatigable voyageur, etc.
Il a composé des Poésies lyriques (Gedichte ; Leipzig, 1801), empreintes d’une vive passion pour la liberté, la patrie et l’humanité. On cite aussi de lui un drame, Miltiades (1808). Mais il est surtout connu par ses récits de voyages, tels que Spaziergang nach Syrakus (Promenade à Syracuse ; Brunswick, 1803, 3 vol., plus. éditions), et Mein Sommer im Jahr 1805 (Mon été de l’année 1805 ; Hambourg, 1806). Il avait commencé son autobiographie, Mein Leben (Ma Vie ; Leipzig, 1813), terminée par Clodius.

## Publications
- en français :
  - Voyage à Syracuse, texte traduit et présenté par Marcel Mouseler, Presses Universitaires de Rennes, Rennes 2011, 372 p.,  (ISBN 978-2-7535-1317-4)
  - Ma vie, traduit et commenté par François Colson, Paris, Les Belles Lettres, 2011,  (ISBN 978-2-251-83003-2)
  - Mon été 1805 en Europe du nord à la rencontre des Anti-hespérides, traduit, préfacé et annoté par François Colson, Paris, Honoré Champion, 2017.  (ISBN 9782745344762)
- en allemand :
  - Spaziergang nach Syrakus im Jahre 1802, von J. G. Seume... 2te verbesserte Auflage..., Braunschweig und Leipzig, 1805 (réédité Leipzig, F. A. Brockhaus, 1868, et Frankfurt am Main, Insel, 2002).
  - Ses Œuvres complètes (Sämtliche Werke ; Ibid., 1826-27, 12 vol.) ont été rééditées en un format compact par Ad. Wagner (Ibid., 1835, 1 vol.).

## Études
- (de) Eberhard Zänker, Johann Gottfried Seume. Eine Biographie, Leipzig, Faber & Faber, 2005.  (ISBN 9783936618655)
- (de) Urs Meyer, Politische Rhetorik. Theorie, Analyse und Geschichte der Redekunst am Beispiel des Spätaufklärers Johann Gottfried Seume, Paderborn, mentis, 2001.  (ISBN 3-89785-111-3)